# Danh sách tiểu hành tinh: 20701–20800
| Tên                   | Tên đầu tiên | Ngày phát hiện       | Nơi phát hiện  | Người phát hiện             |
| --------------------- | ------------ | -------------------- | -------------- | --------------------------- |
| 20701 -               | 1999 VL179   | 6 tháng 11 năm 1999  | Socorro        | LINEAR                      |
| 20702 -               | 1999 VF195   | 3 tháng 11 năm 1999  | Catalina       | CSS                         |
| 20703 -               | 1999 VC203   | 8 tháng 11 năm 1999  | Catalina       | CSS                         |
| 20704 -               | 1999 WH      | 16 tháng 11 năm 1999 | Oizumi         | T. Kobayashi                |
| 20705 -               | 1999 WH3     | 18 tháng 11 năm 1999 | Oizumi         | T. Kobayashi                |
| 20706 -               | 1999 WY3     | 28 tháng 11 năm 1999 | Oizumi         | T. Kobayashi                |
| 20707 -               | 1999 WW4     | 28 tháng 11 năm 1999 | Oizumi         | T. Kobayashi                |
| 20708 -               | 1999 XH1     | 2 tháng 12 năm 1999  | Oizumi         | T. Kobayashi                |
| 20709 -               | 1999 XM8     | 2 tháng 12 năm 1999  | Kvistaberg     | Uppsala-DLR Asteroid Survey |
| 20710 -               | 1999 XP10    | 5 tháng 12 năm 1999  | Catalina       | CSS                         |
| 20711 -               | 1999 XF12    | 5 tháng 12 năm 1999  | Socorro        | LINEAR                      |
| 20712 -               | 1999 XF13    | 5 tháng 12 năm 1999  | Socorro        | LINEAR                      |
| 20713 -               | 1999 XA32    | 6 tháng 12 năm 1999  | Socorro        | LINEAR                      |
| 20714 -               | 1999 XS36    | 7 tháng 12 năm 1999  | Fountain Hills | C. W. Juels                 |
| 20715 -               | 1999 XB44    | 7 tháng 12 năm 1999  | Socorro        | LINEAR                      |
| 20716 -               | 1999 XG91    | 7 tháng 12 năm 1999  | Socorro        | LINEAR                      |
| 20717 -               | 1999 XG93    | 7 tháng 12 năm 1999  | Socorro        | LINEAR                      |
| 20718 -               | 1999 XZ97    | 7 tháng 12 năm 1999  | Socorro        | LINEAR                      |
| 20719 Velasco         | 1999 XL99    | 7 tháng 12 năm 1999  | Socorro        | LINEAR                      |
| 20720 -               | 1999 XP101   | 7 tháng 12 năm 1999  | Socorro        | LINEAR                      |
| 20721 -               | 1999 XA105   | 9 tháng 12 năm 1999  | Fountain Hills | C. W. Juels                 |
| 20722 -               | 1999 XZ109   | 4 tháng 12 năm 1999  | Catalina       | CSS                         |
| 20723 -               | 1999 XH113   | 11 tháng 12 năm 1999 | Socorro        | LINEAR                      |
| 20724 -               | 1999 XO116   | 5 tháng 12 năm 1999  | Catalina       | CSS                         |
| 20725 -               | 1999 XP120   | 5 tháng 12 năm 1999  | Catalina       | CSS                         |
| 20726 -               | 1999 XE122   | 7 tháng 12 năm 1999  | Catalina       | CSS                         |
| 20727 -               | 1999 XV123   | 7 tháng 12 năm 1999  | Catalina       | CSS                         |
| 20728 -               | 1999 XD143   | 14 tháng 12 năm 1999 | Fountain Hills | C. W. Juels                 |
| 20729 -               | 1999 XS143   | 15 tháng 12 năm 1999 | Fountain Hills | C. W. Juels                 |
| 20730 Jorgecarvano    | 1999 XC151   | 9 tháng 12 năm 1999  | Anderson Mesa  | LONEOS                      |
| 20731 Mothédiniz      | 1999 XH151   | 9 tháng 12 năm 1999  | Anderson Mesa  | LONEOS                      |
| 20732 -               | 1999 XB167   | 10 tháng 12 năm 1999 | Socorro        | LINEAR                      |
| 20733 -               | 1999 XE168   | 10 tháng 12 năm 1999 | Socorro        | LINEAR                      |
| 20734 -               | 1999 XA169   | 10 tháng 12 năm 1999 | Socorro        | LINEAR                      |
| 20735 -               | 1999 XU169   | 10 tháng 12 năm 1999 | Socorro        | LINEAR                      |
| 20736 -               | 1999 XV170   | 10 tháng 12 năm 1999 | Socorro        | LINEAR                      |
| 20737 -               | 1999 XJ189   | 12 tháng 12 năm 1999 | Socorro        | LINEAR                      |
| 20738 -               | 1999 XG191   | 12 tháng 12 năm 1999 | Socorro        | LINEAR                      |
| 20739 -               | 1999 XM193   | 12 tháng 12 năm 1999 | Socorro        | LINEAR                      |
| 20740 Sémery          | 1999 XB228   | 13 tháng 12 năm 1999 | Anderson Mesa  | LONEOS                      |
| 20741 Jeanmichelreess | 1999 XA230   | 7 tháng 12 năm 1999  | Anderson Mesa  | LONEOS                      |
| 20742 -               | 1999 XJ261   | 14 tháng 12 năm 1999 | Catalina       | CSS                         |
| 20743 -               | 2000 AR6     | 2 tháng 1 năm 2000   | Socorro        | LINEAR                      |
| 20744 -               | 2000 AO151   | 8 tháng 1 năm 2000   | Socorro        | LINEAR                      |
| 20745 -               | 2000 AS185   | 8 tháng 1 năm 2000   | Socorro        | LINEAR                      |
| 20746 -               | 2000 AL186   | 8 tháng 1 năm 2000   | Socorro        | LINEAR                      |
| 20747 -               | 2000 AM186   | 8 tháng 1 năm 2000   | Socorro        | LINEAR                      |
| 20748 -               | 2000 AP186   | 8 tháng 1 năm 2000   | Socorro        | LINEAR                      |
| 20749 -               | 2000 AD199   | 9 tháng 1 năm 2000   | Socorro        | LINEAR                      |
| 20750 -               | 2000 AF199   | 9 tháng 1 năm 2000   | Socorro        | LINEAR                      |
| 20751 -               | 2000 AA200   | 9 tháng 1 năm 2000   | Socorro        | LINEAR                      |
| 20752 -               | 2000 AP200   | 9 tháng 1 năm 2000   | Socorro        | LINEAR                      |
| 20753 -               | 2000 AW211   | 5 tháng 1 năm 2000   | Kitt Peak      | Spacewatch                  |
| 20754 -               | 2000 AD244   | 8 tháng 1 năm 2000   | Socorro        | LINEAR                      |
| 20755 -               | 2000 BX6     | 27 tháng 1 năm 2000  | Socorro        | LINEAR                      |
| 20756 -               | 2000 BC19    | 27 tháng 1 năm 2000  | Kvistaberg     | Uppsala-DLR Asteroid Survey |
| 20757 -               | 2000 CV52    | 2 tháng 2 năm 2000   | Socorro        | LINEAR                      |
| 20758 -               | 2000 CS94    | 8 tháng 2 năm 2000   | Socorro        | LINEAR                      |
| 20759 -               | 2000 CX96    | 6 tháng 2 năm 2000   | Socorro        | LINEAR                      |
| 20760 Chanmatchun     | 2000 DR8     | 27 tháng 2 năm 2000  | Rock Finder    | W. K. Y. Yeung              |
| 20761 -               | 2000 EA8     | 5 tháng 3 năm 2000   | High Point     | D. K. Chesney               |
| 20762 -               | 2000 EE36    | 4 tháng 3 năm 2000   | Socorro        | LINEAR                      |
| 20763 -               | 2000 FQ9     | 31 tháng 3 năm 2000  | Kvistaberg     | Uppsala-DLR Asteroid Survey |
| 20764 -               | 2000 FE38    | 29 tháng 3 năm 2000  | Socorro        | LINEAR                      |
| 20765 -               | 2000 JC40    | 7 tháng 5 năm 2000   | Socorro        | LINEAR                      |
| 20766 -               | 2000 PK11    | 1 tháng 8 năm 2000   | Socorro        | LINEAR                      |
| 20767 -               | 2000 PN24    | 2 tháng 8 năm 2000   | Socorro        | LINEAR                      |
| 20768 Langberg        | 2000 QO54    | 25 tháng 8 năm 2000  | Socorro        | LINEAR                      |
| 20769 -               | 2000 QM65    | 28 tháng 8 năm 2000  | Socorro        | LINEAR                      |
| 20770 -               | 2000 QT123   | 25 tháng 8 năm 2000  | Socorro        | LINEAR                      |
| 20771 -               | 2000 QY150   | 25 tháng 8 năm 2000  | Socorro        | LINEAR                      |
| 20772 Brittajones     | 2000 QL182   | 31 tháng 8 năm 2000  | Socorro        | LINEAR                      |
| 20773 Aneeshvenkat    | 2000 QS208   | 31 tháng 8 năm 2000  | Socorro        | LINEAR                      |
| 20774 -               | 2000 RP3     | 1 tháng 9 năm 2000   | Socorro        | LINEAR                      |
| 20775 -               | 2000 RU9     | 1 tháng 9 năm 2000   | Socorro        | LINEAR                      |
| 20776 Juliekrugler    | 2000 RG10    | 1 tháng 9 năm 2000   | Socorro        | LINEAR                      |
| 20777 -               | 2000 RX10    | 1 tháng 9 năm 2000   | Socorro        | LINEAR                      |
| 20778 Wangchaohao     | 2000 RD11    | 1 tháng 9 năm 2000   | Socorro        | LINEAR                      |
| 20779 Xiajunchao      | 2000 RN11    | 1 tháng 9 năm 2000   | Socorro        | LINEAR                      |
| 20780 Chanyikhei      | 2000 RO11    | 1 tháng 9 năm 2000   | Socorro        | LINEAR                      |
| 20781 -               | 2000 RX38    | 5 tháng 9 năm 2000   | Socorro        | LINEAR                      |
| 20782 Markcroce       | 2000 RZ52    | 4 tháng 9 năm 2000   | Socorro        | LINEAR                      |
| 20783 -               | 2000 RK55    | 3 tháng 9 năm 2000   | Socorro        | LINEAR                      |
| 20784 Trevorpowers    | 2000 RN56    | 6 tháng 9 năm 2000   | Socorro        | LINEAR                      |
| 20785 Mitalithakor    | 2000 RO60    | 3 tháng 9 năm 2000   | Socorro        | LINEAR                      |
| 20786 -               | 2000 RG62    | 1 tháng 9 năm 2000   | Socorro        | LINEAR                      |
| 20787 Mitchfourman    | 2000 RZ71    | 2 tháng 9 năm 2000   | Socorro        | LINEAR                      |
| 20788 -               | 2000 SB29    | 23 tháng 9 năm 2000  | Socorro        | LINEAR                      |
| 20789 Hughgrant       | 2000 SU44    | 28 tháng 9 năm 2000  | Fountain Hills | C. W. Juels                 |
| 20790 -               | 2000 SE45    | 16 tháng 9 năm 2000  | Socorro        | LINEAR                      |
| 20791 -               | 2000 SH60    | 24 tháng 9 năm 2000  | Socorro        | LINEAR                      |
| 20792 -               | 2000 SH88    | 24 tháng 9 năm 2000  | Socorro        | LINEAR                      |
| 20793 Goldinaaron     | 2000 SF118   | 24 tháng 9 năm 2000  | Socorro        | LINEAR                      |
| 20794 Ryanolson       | 2000 SD161   | 27 tháng 9 năm 2000  | Socorro        | LINEAR                      |
| 20795 -               | 2000 SE161   | 27 tháng 9 năm 2000  | Socorro        | LINEAR                      |
| 20796 Philipmunoz     | 2000 SN169   | 24 tháng 9 năm 2000  | Socorro        | LINEAR                      |
| 20797 -               | 2000 SD172   | 27 tháng 9 năm 2000  | Socorro        | LINEAR                      |
| 20798 Verlinden       | 2000 SH172   | 27 tháng 9 năm 2000  | Socorro        | LINEAR                      |
| 20799 Ashishbakshi    | 2000 SU172   | 27 tháng 9 năm 2000  | Socorro        | LINEAR                      |
| 20800 -               | 2000 SV172   | 27 tháng 9 năm 2000  | Socorro        | LINEAR                      |